# ATP do Rio de Janeiro de 2015
ATP do Rio de Janeiro de 2015 (ou Rio Open de 2015) foi um torneio masculino de tênis disputado em quadras de saibro e que faz parte da série ATP World Tour 500, sediado no Jockey Club Brasileiro, no Rio de Janeiro.

## Cabeças de chave

### Simples
| País | Jogador          | Ranking1 | Posição |
| ---- | ---------------- | -------- | ------- |
| ESP  | Rafael Nadal     | 3        | 1       |
| ESP  | David Ferrer     | 9        | 2       |
| ESP  | Tommy Robredo    | 17       | 3       |
| ITA  | Fabio Fognini    | 26       | 4       |
| ARG  | Leonardo Mayer   | 30       | 5       |
| URU  | Pablo Cuevas     | 32       | 6       |
| COL  | Santiago Giraldo | 33       | 7       |
| SVK  | Martin Kližan    | 38       | 8       |

- 1 Ranking de 9 de fevereiro de 2015.

### Duplas
| País | Jogagor              | País | Jogagor       | Ranking1 | Posição |
| ---- | -------------------- | ---- | ------------- | -------- | ------- |
| AUT  | Alexander Peya       | BRA  | Bruno Soares  | 22       | 1       |
| COL  | Juan Sebastián Cabal | COL  | Robert Farah  | 42       | 2       |
| AUT  | Julian Knowle        | BRA  | Marcelo Melo  | 48       | 3       |
| URU  | Pablo Cuevas         | ESP  | David Marrero | 68       | 4       |

- 1 Ranking de 9 de fevereiro de 2015.

## Campeões

### Simples
- David Ferrer venceu  Fabio Fognini, 6–2, 6–3

### Duplas
- Martin Kližan /  Philipp Oswald venceram  Pablo Andújar /  Oliver Marach, 7–63, 6–4